# Coccopygia quartinia
La estrilda ventrigualda oriental (Coccopygia quartinia) es una especie de ave paseriforme de la familia Estrildidae propia de África oriental.